# Anime convention

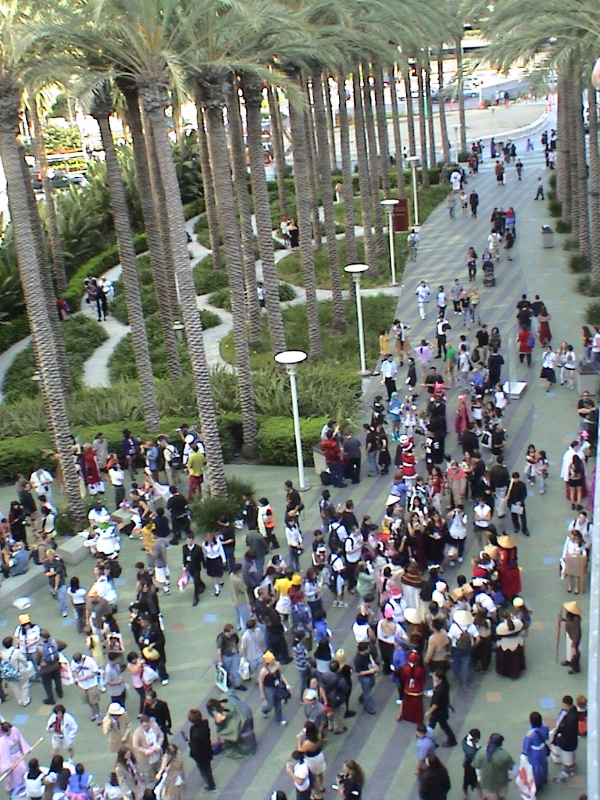
Veduta dell'Anime Expo 2004

Un'anime convention è un evento o un incontro incentrato principalmente sugli anime, sui manga e sulla Cultura giapponese in generale. Comunemente, questo tipo di fiere sono eventi di più giorni ospitati in convention center, hotel o campus universitari. Presentano una vasta gamma di attività e un gran numero dei partecipanti presenziano come cosplayer. Le anime convention sono anche usate come veicolo per l'industria, dato che sono sfruttate da studi di produzione, distributori ed editori per presentare le loro future uscite.

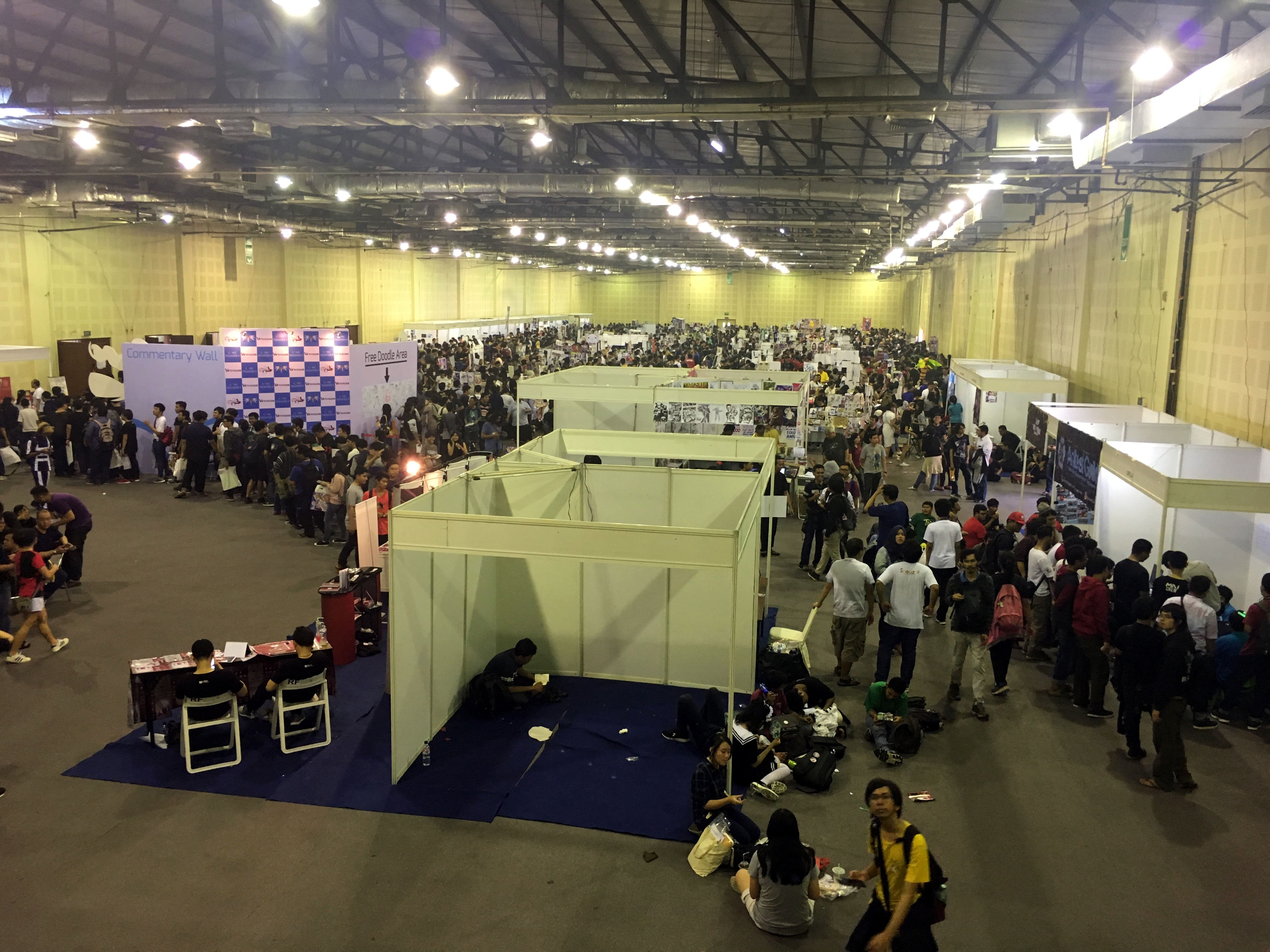
Comic Frontier, un'anime convention che si tiene a Giacarta, Indonesia

## Storia
Le anime convention hanno una lunga storia, che varia di fiera in fiera. La prima in tal senso fu il Comiket, basato principalmente sui manga pubblicato dai fan in maniera indipendente, le dōjinshi, e che iniziò nel 1975 con circa 700 persone a Tokyo. Negli ultimi anni, attrasse oltre mezzo milione di persone. Come accennato, le convention, soprattutto in Giappone, sono fortemente sponsorizzate da studi di produzione o case editrici e sono utilizzate come piattaforme per le nuove uscite. Fuori dai confini nipponici, gli organizzatori di questi eventi, come l'AnimeJapan, hanno cercato di raggiungere il manga otaku estero. Negli Stati Uniti d'America, questi eventi presero pieno intorno ai primi anni Ottanta. Project A-Kon fu però il primo ufficiale ad essere inaugurato, nel 1990, sebbene questo suo primato sia messo in discussione. Si sostiene infatti che YamatoCon, una "convention dedicata all'animazione giapponese", si sia tenuta per la prima volta nel 1983 a Dallas, in Texas. Da allora, moltissime furono le anime convention che apparvero in altrettanti Stati, divenendo sempre più popolari. L'AnimeCon, che si tiene a San Jose dal 1991, è nota per essere la prima a superare il numero di 1.000 presenze e a ricevere supporto dagli studi di produzione americani e giapponesi. L'Anime Expo, organizzato in California dal 1992, è invece la più grande fiera del settore in Nord America e contò circa 90.500 persone nel 2015. A metà degli anni Novanta, il fenomeno dilagò anche in altri Paesi: l'AUKcon fu un'anime convention di un giorno tenutasi a Londra nel 1994, presieduta da Helen McCarthy; Salón del Manga de Barcelona, inaugurato a Barcellona nel 1995 è una delle più grandi in Europa; Japan Expo a Parigi è addirittura la più grande in assoluto, al di fuori del Giappone. Queste fiere arrivarono infine in Australia, con il Manifest del 1998. In Italia non presero mai piede, sebbene eventi quali Lucca Comics & Games e Romics diano molto spazio alla cultura otaku.